# Tiencsou (űrhajó)
A Tiencsou (天舟, Tiān Zhōu, jelentése: „Mennyei Hajó”) Kína első teherűrhajó típusa, melyet a kínai moduláris űrállomás (CSS) kiszolgálására fejlesztettek ki a Tienkung–1 (Tiāngōng yīhào) űrállomás alapján. Felbocsájtásához fejlesztették ki a Csang-cseng–7 (Changzheng–7) (Hosszú Menetelés–7) hordozórakétát, mivel a Csang-cseng–2F (Changzheng–2F) (Hosszú Menetelés–2F) hajtóereje kevésnek bizonyult az addigiaknál nehezebb űreszköz alacsony föld körüli pályára állításához.

## Repülések
| Név                      | Indítás időpontja (UTC) | Hordozórakéta         | Starthely                   | Dokkolás           | Dokkolás       | Dokkolás      | Pálya- elhagyás | Megjegyzések                                                                                         |
| Név                      | Indítás időpontja (UTC) | Hordozórakéta         | Starthely                   | Űrállomás/ Dokkoló | Dokkolás Ideje | Leválás       | Pálya- elhagyás | Megjegyzések                                                                                         |
| ------------------------ | ----------------------- | --------------------- | --------------------------- | ------------------ | -------------- | ------------- | --------------- | --- |
| Tiencsou–1 (Tiān Zhōu–1) | 2017. 04. 20. 11:41     | Hosszú Menetelés–7 Y2 | Vencsang Indítóállomás LC-2 | Tienkung–2 Fore    | 2017. 04. 22.  | 2017. 06. 15. | 2017. 09. 22.   | A Tiencsou teherűrhajó első felszállása, és első repülése a Tienkung–2 (Tiāngōng èrhào) űrállomáshoz |
| Tiencsou–1 (Tiān Zhōu–1) | 2017. 04. 20. 11:41     | Hosszú Menetelés–7 Y2 | Vencsang Indítóállomás LC-2 | Tienkung–2 Fore    | 2017. 06. 19.  | 2017. 06. 21. | 2017. 09. 22.   | A Tiencsou teherűrhajó első felszállása, és első repülése a Tienkung–2 (Tiāngōng èrhào) űrállomáshoz |
| Tiencsou–1 (Tiān Zhōu–1) | 2017. 04. 20. 11:41     | Hosszú Menetelés–7 Y2 | Vencsang Indítóállomás LC-2 | Tienkung–2 Fore    | 2017. 09. 12.  | 2017. 09. 17. | 2017. 09. 22.   | A Tiencsou teherűrhajó első felszállása, és első repülése a Tienkung–2 (Tiāngōng èrhào) űrállomáshoz |
| Tiencsou–2 (Tiān Zhōu–2) |                         |                       |                             |                    |                |               |                 | Tervezett, küldetését 2021-ben a Tienkung űrállomásra tervezik.                                      |
| Tiencsou–3 (Tiān Zhōu–3) |                         |                       |                             |                    |                |               |                 | |
| Tiencsou–4 (Tiān Zhōu–4) |                         |                       |                             |                    |                |               |                 | |
| Tiencsou–5 (Tiān Zhōu–5) |                         |                       |                             |                    |                |               |                 | |
| Tiencsou–6 (Tiān Zhōu–6) |                         |                       |                             |                    |                |               |                 | |
| Tiencsou–7 (Tiān Zhōu–7) |                         |                       |                             |                    |                |               |                 | |
| Tiencsou–8 (Tiān Zhōu–8) |                         |                       |                             |                    |                |               |                 | |